# Álvaro Navas
Navas  Marchal est un nom espagnol. Le premier nom de famille, en général paternel, est Navas ; le second, en général maternel, souvent omis, est Marchal.
Álvaro Navas Marchal, né le 7 septembre 2004, est un coureur cycliste espagnol. Il participe à des compétitions sur route et sur piste.

## Biographie
En 2021, Álvaro Navas devient champion d'Espagne de la course aux points chez les juniors (moins de 19 ans),. L'année suivante, il remporte deux nouveaux titres de champion national junior, dans la poursuite par équipes et la vitesse par équipes. Il représente aussi son pays aux championnats du monde sur piste juniors, où il se classe septième de la poursuite par équipes et vingt-et-unième de la poursuite individuelle. 
En 2023, il intègre le club galicien Súper Froiz. Toujours actif sur piste, il brille lors des championnats d'Espagne en prenant la deuxième place de la course à l'américaine. Il termine également deuxième de l'omnium, et gagne à cette occasion le titre dans la catégorie des espoirs (moins de 23 ans). Au mois d'août, il se classe treizième de la poursuite par équipes aux championnats du monde sur piste, avec la délégation espagnole. Il devient par ailleurs stagiaire au sein de l'équipe continentale Tavfer-Ovos Matinados-Mortágua, qui évolue sous licence portugaise.

## Palmarès sur piste

### Championnats du monde
- Glasgow 2023
  - 13e de la poursuite par équipes

### Championnats nationaux
| - 2021 - Champion d'Espagne de la course aux points juniors - 2022 - Champion d'Espagne de poursuite par équipes juniors - Champion d'Espagne de vitesse par équipes juniors - 3e du championnat d'Espagne de poursuite juniors - 2023 - Champion d'Espagne de l'omnium espoirs - 2e du championnat d'Espagne de l'américaine - 2e du championnat d'Espagne de l'omnium - 2024 - 2e du championnat d'Espagne de poursuite - 2e du championnat d'Espagne de l'américaine - 3e du championnat d'Espagne de l'omnium |

## Palmarès sur route
- 2020
  - Championnat de la Communauté valencienne sur route cadets[6]
- 2022
  - 2e du Mémorial Chely Álvarez